# Šime Vrsaljko
Šime Vrsaljko, né le 10 janvier 1992 à Rijeka en Croatie, est un footballeur international croate. Il joue au poste d'arrière droit.

## Biographie

### En club
Šime Vrsaljko débute en première division croate à l'âge de 16 ans avec son club formateur du Dinamo Zagreb. Il ne l'a quitté qu'à la fin de l'année 2009 pour rejoindre en prêt l'équipe voisine du NK Lokomotiva Zagreb, avant de revenir en 2010.
Ses très bonnes performances en 2010 (doublé Coupe / Championnat) lui valent d'être courtisé par de grands clubs britanniques et français en août 2010, puis à l'hiver 2010/2011, mais l'arrivée de Vahid Halilhodžić en tant que manager du Dinamo et la politique ambitieuse du club le retiennent.
Le 22 juillet 2014, Šime Vrsaljko rejoint l'US Sassuolo. Le 5 juillet 2016, il signe à l'Atlético de Madrid pour cinq ans. Il joue son premier match le 17 septembre 2016, lors d'une rencontre de championnat face au Sporting de Gijón. Il est titularisé et son équipe l'emporte par cinq buts à zéro ce jour-là. Le 1er août 2018 il est prêté pour la saison 2018-2019 à l'Inter Milan. Il se blesse au genou fin janvier 2019, ce qui met un terme à sa saison. Vrsaljko fait ensuite son retour à l'Atlético. Alors qu'il était absent pour cause de blessure depuis le mois de mars 2020, Šime Vrsaljko se blesse à nouveau pour une durée de plusieurs mois en septembre 2020. Le 2 juillet 2022, Šime Vrsaljko rejoint la Grèce afin de s'engager en faveur de l'Olympiakos. Il signe un contrat de trois ans, le liant donc au club jusqu'en juin 2025,. 
Le 23 mars 2023, il annonce prendre sa retraite après une carrière couronnée de succès.

### En sélection
Il a fréquenté toutes les équipes de jeunes de la Croatie, sans exception, des U-15 aux U-21 avant d'être pour la première fois appelé avec les A le 2 novembre 2010 contre Malte. Il effectue sa première sélection le 9 février 2011 contre la Tchéquie.
Šime Vrsaljko est retenu par Zlatko Dalić dans la liste des 23 joueurs de l'équipe de Croatie pour participer à la coupe du monde 2018, qui se déroule en Russie. Il y joue un rôle important dans le parcours des Croates, titulaire sur le côté droit de la défense, il joue six des sept matchs de son équipe et adresse notamment une passe décisive pour Ivan Perišić lors de la demi-finale remportée face à l'Angleterre (2-1). La Croatie fait un parcours remarquable durant le tournoi mais est toutefois battue en finale par la France (4-2).
Absent pendant deux ans à cause d'une sérieuse blessure au genou, Vrsaljko fait son retour en sélection en étant appelé en août 2020 pour les matchs de septembre. Il ne joue toutefois aucun match lors de ce rassemblement.
Il est convoqué par Zlatko Dalić, le sélectionneur de l'équipe nationale de Croatie, dans la liste des 26 joueurs croates retenus pour participer à l'Euro 2020.

## Statistiques
| Saison                | Club                     | Championnat           | Championnat | Championnat | Coupe(s) nationale(s) | Coupe(s) nationale(s) | Supercoupe | Supercoupe | Compétition(s) continentale(s) | Compétition(s) continentale(s) | Compétition(s) continentale(s) | Croatie | Croatie | Total | Total |
| Saison                | Club                     | Division              | M.          | B.          | M.                    | B.                    | M.         | B.         | Comp.                          | M.                             | B.                             | M.      | B.      | M.    | B.    |
| 2009-2010             | Lokomotiva Zagreb (prêt) | Prva HNL              | 17          | 0           | 0                     | 0                     | -          | -          | -                              | -                              | -                              | -       | -       | 17    | 0     |
| Sous-total            | Sous-total               | Sous-total            | 17          | 0           | 0                     | 0                     | 0          | 0          | -                              | 0                              | 0                              | 0       | 0       | 17    | 0     |
| 2009-2010             | Dinamo Zagreb            | Prva HNL              | 10          | 0           | 0                     | 0                     | -          | -          | C3                             | 0                              | 0                              | -       | -       | 10    | 0     |
| 2010-2011             | Dinamo Zagreb            | Prva HNL              | 16          | 1           | 4                     | 0                     | -          | -          | C1+C3                          | 1+7                            | 0+0                            | 1       | 0       | 29    | 1     |
| 2011-2012             | Dinamo Zagreb            | Prva HNL              | 22          | 0           | 8                     | 0                     | -          | -          | C1                             | 8                              | 0                              | 3       | 0       | 41    | 0     |
| 2012-2013             | Dinamo Zagreb            | Prva HNL              | 25          | 0           | 2                     | 0                     | -          | -          | C1                             | 7                              | 0                              | -       | -       | 34    | 0     |
| Sous-total            | Sous-total               | Sous-total            | 73          | 1           | 14                    | 0                     | 0          | 0          | -                              | 23                             | 0                              | 4       | 0       | 114   | 1     |
| 2013-2014             | Genoa CFC                | Serie A               | 22          | 0           | 1                     | 0                     | -          | -          | -                              | -                              | -                              | 5       | 0       | 28    | 0     |
| Sous-total            | Sous-total               | Sous-total            | 22          | 0           | 1                     | 0                     | -          | -          | -                              | -                              | -                              | 5       | 0       | 28    | 0     |
| 2014-2015             | US Sassuolo              | Serie A               | 22          | 0           | 1                     | 0                     | -          | -          | -                              | -                              | -                              | 3       | 0       | 26    | 0     |
| 2015-2016             | US Sassuolo              | Serie A               | 35          | 0           | 1                     | 0                     | -          | -          | -                              | -                              | -                              | 9       | 0       | 45    | 0     |
| Sous-total            | Sous-total               | Sous-total            | 57          | 0           | 2                     | 0                     | 0          | 0          | -                              | 0                              | 0                              | 12      | 0       | 71    | 0     |
| 2016-2017             | Atlético de Madrid       | Liga                  | 14          | 0           | 6                     | 1                     | -          | -          | C1                             | 5                              | 0                              | 5       | 0       | 30    | 1     |
| 2017-2018             | Atlético de Madrid       | Liga                  | 21          | 0           | 3                     | 0                     | -          | -          | C1+C3                          | 2+4                            | 0                              | 15      | 0       | 45    | 0     |
| 2019-2020             | Atlético de Madrid       | Liga                  | 5           | 0           | 3                     | 0                     | -          | -          | C1                             | 2                              | 0                              | -       | -       | 10    | 0     |
| 2020-2021             | Atlético de Madrid       | Liga                  | 9           | 0           | 1                     | 1                     | -          | -          | C1                             | -                              | -                              | 5       | 0       | 15    | 1     |
| 2021-2022             | Atlético de Madrid       | Liga                  | 17          | 1           | 1                     | 0                     | 1          | 0          | C1                             | 4                              | 0                              | 1       | 0       | 24    | 1     |
| Sous-total            | Sous-total               | Sous-total            | 66          | 1           | 14                    | 2                     | 1          | 0          | -                              | 17                             | 0                              | 26      | 0       | 124   | 3     |
| 2018-2019             | Inter Milan (prêt)       | Serie A               | 15          | 0           | 2                     | 0                     | -          | -          | C1                             | 4                              | 0                              | 5       | 0       | 26    | 0     |
| Sous-total            | Sous-total               | Sous-total            | 15          | 0           | 2                     | 0                     | 0          | 0          | -                              | 4                              | 0                              | 5       | 0       | 26    | 0     |
| Total sur la carrière | Total sur la carrière    | Total sur la carrière | 249         | 2           | 32                    | 2                     | 1          | 0          | -                              | 44                             | 0                              | 52      | 0       | 378   | 4     |

## Palmarès

### En club (8)
Dinamo Zagreb (6)
- Champion de Croatie en 2010, 2011, 2012 et 2013
- Vainqueur de la Coupe de Croatie en 2011 et 2012

 Atlético de Madrid (3)
- Champion d'Espagne en 2021
- Vainqueur de la Ligue Europa en 2018
- Vainqueur de la Supercoupe d'Europe en 2018

### En sélection nationale
Equipe de Croatie
- Finaliste de la Coupe du monde 2018

## Distinctions individuelles
Equipe de Croatie Espoirs 
- Espoir croate de l'année : 2010

## Décoration
- Fait Ordre du duc Branimir en 2018